# Il padre della sposa (film 1950)
Il padre della sposa (Father of the Bride) è un film del 1950 diretto da Vincente Minnelli.
Classico della commedia americana, la pellicola è stata inserita nel 2000 dall'American Film Institute all'83º posto della classifica delle cento migliori commedie americane di tutti i tempi.
Nel 1951 venne girato un sequel, Papà diventa nonno, interpretato dallo stesso cast di attori.
Del film esiste un remake omonimo del 1991 diretto da Charles Shyer ed interpretato da Steve Martin nel ruolo che fu di Spencer Tracy, e una serie televisiva omonima ad esso ispirata.

## Trama
La diciannovenne Carla confessa al padre Sandro di voler sposare il ragazzo di cui si è innamorata. L'uomo, oltre alla tristezza per l'imminente distacco dalla figlia, viene travolto dai turbinosi quanto costosi preparativi per le nozze, che coinvolgono invece in maniera entusiastica la moglie.

## Distribuzione

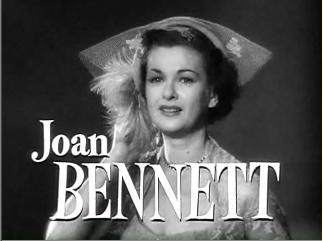
Joan Bennett, la madre

### Doppiaggio italiano
Nella versione italiana del film, i nomi dei personaggi sono stati "italianizzati". Ad esempio Stanley Banks diventa "Sandro", la moglie Ellie diventa "Lydia", la figlia Kay è doppiata in "Carla". Quando Spencer Tracy dice che Buckley, il fidanzato di quest'ultima, ha un brutto nome, in italiano si riferisce al nome "Poldo".

## Riconoscimenti
- 1951 - Premio Oscar
  - Nomination al miglior film
  - Nomination al miglior attore protagonista a Spencer Tracy
  - Nomination alla migliore sceneggiatura non originale
- 1951 - Golden Globe
  - Miglior film commedia o musicale
  - Nomination miglior attore protagonista a Spencer Tracy

## Curiosità
Il film appare nelle scene iniziali de L'ultimo spettacolo di Peter Bogdanovich del 1971.